# Підгірний (Адигея)
Підгірний (рос. Подгорный; адиг. КъушъхьэлъачІ) — селище Майкопського району Адигеї Росії. Входить до складу Тимірязевського сільського поселення.
Населення — 121 особа (2015 рік).